# Plains (Texas)
Plains è un comune (town) degli Stati Uniti d'America e capoluogo della contea di Yoakum nello Stato del Texas. La popolazione era di 1 481 abitanti al censimento del 2010.

## Geografia fisica
Plains è situata a 33°11′25″N 102°49′39″W (33.190251, -102.827578).
Secondo lo United States Census Bureau, la città ha una superficie totale di 2,55 km², dei quali 2,55 km² di territorio e 0 km² di acque interne (0% del totale).

## Società

### Evoluzione demografica
Secondo il censimento del 2010, la popolazione era di 1 481 abitanti.

### Etnie e minoranze straniere
Secondo il censimento del 2010, la composizione etnica della città era formata dal 75,42% di bianchi, lo 0% di afroamericani, lo 0,61% di nativi americani, lo 0% di asiatici, lo 0% di oceanici, il 21,07% di altre razze, e il 2,9% di due o più etnie. Ispanici o latinos di qualunque razza erano il 58,14% della popolazione.